# Durogesic
Durogesic är ett narkotiskt analgetikum, och innehåller den mycket starka opioiden fentanyl. Durogesic förekommer i form av sk. depotplåster (dvs. de släpper ut lite i taget), i olika styrkor. Ett plåster varar i 72 timmar. Vanligen används det till exempel vid svåra cancersmärtor. Det är även vanligt att neurodegnerativa patienter använder sig av Durogesic vid kramper och smärtor. Durogesic marknadsförs av Janssen-Cilag AB.